# Hetreulophidae
Hetreulophidae (лат.) — семейство паразитических наездников из надсемейства Chalcidoidea (или триба Hetreulophini в подсемействе Colotrechninae из Pteromalidae) отряда перепончатокрылые насекомые.

## Описание
Антенны с 9 члениками жгутиками, включая 1-сегментную булаву. Клипеус без поперечной субапикальной бороздки. Лабрум гибкий, скрыт за наличником. Мандибулы с 3 зубцами. Субфораминальный мост с постгенами, разделенными нижним тенториальным мостом, за исключением маленького постгенального моста дорсальнее гипостомы. Мезоскутеллум с коротким френумом, с аксиллярной бороздой и расширенной, выпуклой аксиллулой. Мезоплевральная область без расширенного акроплеврона; мезэпимерон выступает над передним краем метаплеврона. Проподеум с маленьким, овальным дыхальцем, отделенным от переднего проподеального края более чем на собственную длину. Все ноги с 5 тарзомерами; шпора передней голени длинная и изогнутая; базитарзальный гребень продольный.

## Систематика
3 рода. Группа впервые была выделена в 1915 году как триба Hetreulophini в подсемействе Colotrechninae в составе подсемейства Pteromalidae. В 2022 году в ходе реклассификации птеромалид это крупнейшее семейство хальцидоидных наездников было разделено на 24 семейства и Hetreulophini выделены в отдельное семейство Hetreulophidae.
- Hetreulophus Girault, 1915 (Австралия)[3]
  - Hetreulophus bifasciatifrons Girault, 1915
  - Hetreulophus eupelmoideus (Girault, 1927)[4]
  - Hetreulophus voltairei Girault, 1921[5]
- Omphalodipara Girault, 1923 (Австралия)
  - Omphalodipara clavicornis (Dodd, 1924)[6]
  - Omphalodipara splendida Girault, 1923
- Zeala Bouček, 1988 (Новая Зеландия)[7]
  - Zeala walkerae Bouček, 1988